# Il racconto del medico
(Inizio della novella)
Il racconto del medico (The Physician Tale) è la tredicesima novella dei Racconti di Canterbury, scritti da Geoffrey Chaucer.

## Trama

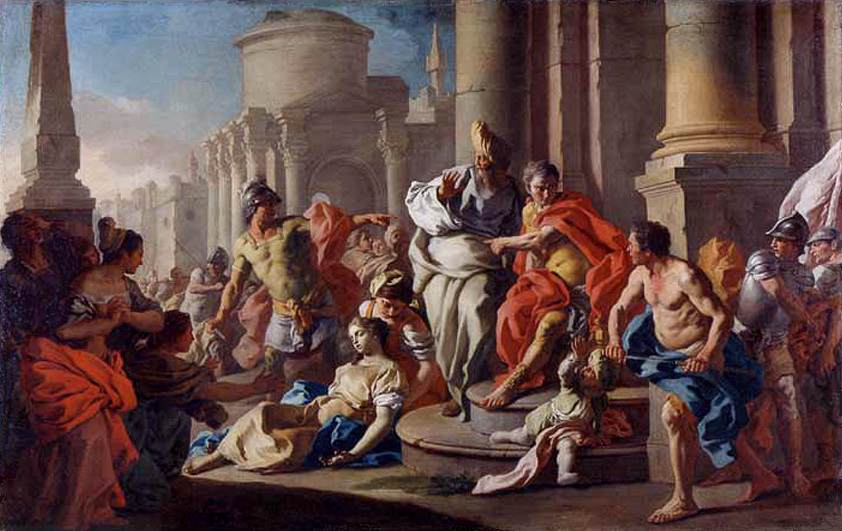
La morte di Virginia, Francesco De Mura, 1760 ca. (Manchester Art Gallery)

Nell'antica Roma, il nobile Virginius ha una bella figlia quattordicenne di nome Virginia. Un giorno, il giudice Appius la nota e decide di farla sua. Con l'aiuto di un complice, lo zotico Claudius, decreta in tribunale che Virginia è una schiava fuggiasca e che suo padre la deve consegnare alla corte. Virginius annuncia allora a sua figlia che, per proteggere il suo onore, si vede costretto ad ucciderla. Lei accetta il suo destino ed il padre le taglia la testa, che porta poi in tribunale. Appius chiede allora che Virginius venga condannato per omicidio, ma il popolo si solleva contro il magistrato corrotto e lo depone. In cella, Appius si toglie la vita, mentre Claudius viene graziato da Virginius e mandato in esilio.

## Fonti
Si tratta di un dramma domestico, che vede protagonista la relazione fra una figlia e suo padre; è uno dei più antichi poemi inglesi giunti a noi su tale tema.
Il racconto deriva da un noto episodio leggendario della prima età repubblicana narrato negli Storia di Roma di Tito Livio, che nel medioevo era stato già ripreso nel Roman de la Rose e nella Confessio Amantis di John Gower.